# Kim Heungsou
Kim Heungsou (en Hangul: 김흥수, en Hanja: 金兴洙, 17 de noviembre de 1919 - 9 de junio de 2014) fue un pintor coreano que a veces era apodado "el Picasso de Corea". Jang soo hyun, su pareja y curadora ejecutiva del museo Kim Heungsou murió de cáncer de ovario en noviembre de 2012.

## Biografía
Nacido en Hamheung en Corea bajo el dominio japonés, se graduó en la escuela de Arte de Tokio (东京 美术 学校). Después de la independencia de la península de Corea, se sentó como diputado de la escuela secundaria y profesor de Arte de Seúl, en la Universidad Nacional de Seúl. 
En 1955, estudió pintura en París, y sus obras se presentaron al Salon d'Automne. A partir de entonces inició exposiciones de arte individuales y varias veces a partir de París, en el mercado europeo.
Murió el 9 de junio de 2014.